# Frank Löffler
Frank Löffler (Immenstadt im Allgäu, 9 agosto 1980) è un ex saltatore con gli sci tedesco.
Era nipote di Sepp Weiler, a sua volta saltatore con gli sci di alto livello.

## Biografia
In Coppa del Mondo esordì il 7 febbraio 1999 a Harrachov (24°) e ottenne l'unico podio il 4 marzo 2000 a Lahti (3°).
In carriera prese parte a un'edizione dei Campionati mondiali, Lahti 2001 (28° nel trampolino normale il miglior risultato).

## Palmarès

### Mondiali juniores
- 1 medaglia:
  - 1 oro (gara a squadre a Sankt Moritz 1998)

### Coppa del Mondo
- Miglior piazzamento in classifica generale: 23º nel 2001
- 1 podio (a squadre):
  - 1 terzo posto

### Campionati tedeschi
- 6 medaglie[1]:
  - 4 ori (gara a squadre nel 2000; individuale, gara a squadre nel 2002; gara a squadre nel 2003)
  - 2 bronzi (individuale nel 2000; individuale nel 2003)